# Saint-Isidore (Ontario)
Saint-Isidore (antiguamente conocido bajo el nombre de St-Isidore de Prescott, en francés) es una comunidad de la municipalidad The Nation en el Condado unificado de Prescott-Russell, Ontario, Canadá.

## Historia
En 1989, cuando la comunidad este convertirse un pueblo constituir en corporación, el nombre fue acortado a Saint-Isidore. El municipio tuvo una corta vida porque, 9 años más tarde, en 1998, el pueblo se convirtió en parte del municipio de The Nation.
St-Isidore tiene una escuela primaria francófona, la Escuela Católica de St-Isidore. Ella tenía algunos clase de al materna hasta 8.º año pero en 2009 no quedó más que de al materna hasta 6.º año. La escuela accueille entre 200 e 300 estudiantes.

## Población
Saint-Isidore tiene una población de menos de 1000 habitantes.

## Personalidades
- Royal Galipeau (político)
- George St-Pierre (luchador)

- Datos: Q3462463
- Multimedia: St. Isidore, Ontario / Q3462463